# Quatre Salopards pour Garringo
Pour plus de détails, voir Fiche technique et Distribution.
Quatre Salopards pour Garringo (Un colt por cuatro cirios) est un western spaghetti hispano-italien sorti en 1971, réalisé par Ignacio F. Iquino.

## Synopsis
Une bande de hors-la-loi vole d'un chargement d'or. L'un d'entre eux, Farley, s'empare du butin et est aussitôt tué. Le shérif Frank Garringo suspecte un ancien ami et prend en main l'affaire.

## Fiche technique
- Titre français : Quatre Salopards pour Garringo[1]
- Titre original espagnol : Un colt por cuatro cirios
- Titre italien : La mia Colt ti cerca... 4 ceri ti aspettano
- Genre : western spaghetti
- Réalisation : Ignacio F. Iquino
- Scénario : Ignacio F. Iquino (sous le pseudo de Steve McCohy), Juliana San José de la Fuente (sous le pseudo de Jackie Kelly) d'après un roman de Lou Carringan
- Musique : Enrique Escobar
- Production  : Ignacio F. Iquino pour I.F.I.S.A., Kiber Cinematografica
- Photographie : Antonio L. Ballesteros
- Montage : Emilio Ortiz
- Durée : 90 minutes
- Maquillage : Francisco Manteca
- Pays de production :  Espagne,  Italie
- Langues originales : espagnol, italien
- Année de sortie : 1971
- Date de sortie en salle en France : 3 janvier 1973[1]

## Distribution
- Robert Woods : Frank Garringo
- Olga Omar : Geminis
- Vidal Molina : Rogers
- Cris Huerta : Oswald
- Mary Martin : Bertha
- Luis Ciges : Jim
- Molino Rojo : Farley